# ديوان الصدقات
ديوان الصدقات أو ديوان البر والصدقات هو ديوان مسؤول عن جباية موارد الزكاة وغيرها من الصدقات وتوزيعها على مستحقيها وَفْقَ الشريعة الإسلامية، أٌنشئ الديوان في عهد هشام بن عبد الملك مع ظهور بعض الفقر.